# Adonis (poète)
Pour les articles homonymes, voir Adonis.
Adonis (en arabe : أدونيس), pseudonyme d'Ali Ahmed Saïd (علي أحمد سعيد), est un poète et critique littéraire syrien d'expressions arabe et française, né le 1er janvier 1930. Son pseudonyme se réfère au dieu d'origine phénicienne, symbole du renouveau cyclique.
Il est considéré comme l'un des grands réformateurs de la langue arabe et de la poésie.

## Biographie
Ali Ahmad Saïd naît à Qassabine (ar) près de Lattaquié au nord de la Syrie le 1er janvier 1930, dans une famille alaouite. Il commence jeune à travailler dans les champs, mais son père l'incite aussi à apprendre la poésie. Il est scolarisé au lycée français de Tartous en 1942. En 1947, contre l'avis de ses parents, il se rend à la ville voisine où il trouve le président syrien Choukri al-Kouatli. Saïd, alors âgé de 17 ans, veut se joindre à l'assemblée des poètes locaux pour honorer le président, mais on l'écarte. En insistant, il capte l'attention de ce dernier, qui demande à l'entendre. Le président décide alors de lui payer ses études. Il obtient son baccalauréat à Lattaquié en 1949. C'est également à cette époque qu'il prend le pseudonyme d'Adonis lors de la publication de quelques poèmes. Il entre ensuite à l'université syrienne de Damas qu'il quitte en 1954 avec une licence de philosophie.
En 1955, il est emprisonné six mois pour appartenance au Parti nationaliste syrien, qui préconise une grande nation syrienne au Moyen-Orient. Après sa libération en 1956, il s'enfuit pour Beyrouth au Liban où il fonde avec le poète syro-libanais Youssouf al-Khal dans les années 1960, la revue Chi'r (en arabe :شعر, qui signifie « Poésie ») : le manifeste d'une libération inconditionnelle de la tradition et d'un élan vers l'internationalisation de la poésie. Il obtient la nationalité libanaise en 1962. Adonis se consacre aussi plus principalement à ses activités littéraires qu'à ses activités politiques. En 1968, il fonde la revue Mawâkif (en arabe : مواقف, « Positions »), aussitôt interdite dans le monde arabe, qui s'avère un espace de liberté en même temps qu'un laboratoire de rénovation « déstructurante » de la poésie. C'est là qu'il traduit en arabe Baudelaire, Henri Michaux, Saint-John Perse et en français Aboul Ala El-Maari. Adonis cherche le renouvellement de la poésie arabe contemporaine en s'appuyant sur son passé glorieux mais aussi en regardant la richesse de la poésie occidentale. À la suite de la guerre civile libanaise, il fuit le Liban en 1980 pour se réfugier à Paris à partir de 1985. Il est le représentant de la Ligue arabe à l'UNESCO.
Il est aujourd'hui considéré comme l'un des plus grands poètes arabes vivants, notamment à la suite de la disparition de Mahmoud Darwich. Il est un autodidacte influent, voire iconoclaste, quant à la réévaluation critique de la tradition poétique arabe vis-à-vis des pressions intellectuelles, politiques et religieuses du monde arabe actuel, l'exemple le plus frappant étant La Prière et l'Épée. Son œuvre révèle plusieurs thèmes : injustice, dictature, guerre, misère... Il se saisit des évènements contemporains pour en faire des mythes, sans pourtant devenir un « poète engagé ». Le Temps des villes démontre une connaissance exacerbée des grandes métropoles du monde arabe moderne. Il a pris position dans Al-Hayat contre le port du voile. Il cède, en 2011, ses archives à l'IMEC.
Il se montre très critique envers l'islam dans son livre d'entretiens avec la psychanalyste Houria Abdelouahed Violence et islam. Adonis dénonce le caractère intrinsèque de la violence dans l’islam,,.
Il reçoit le prix littéraire Prince-Pierre-de-Monaco en 2016.

## Œuvres

### Poésie
- 1954 - La terre a dit
- 1957 - Premiers poèmes
- 1958 - Feuilles dans le vent

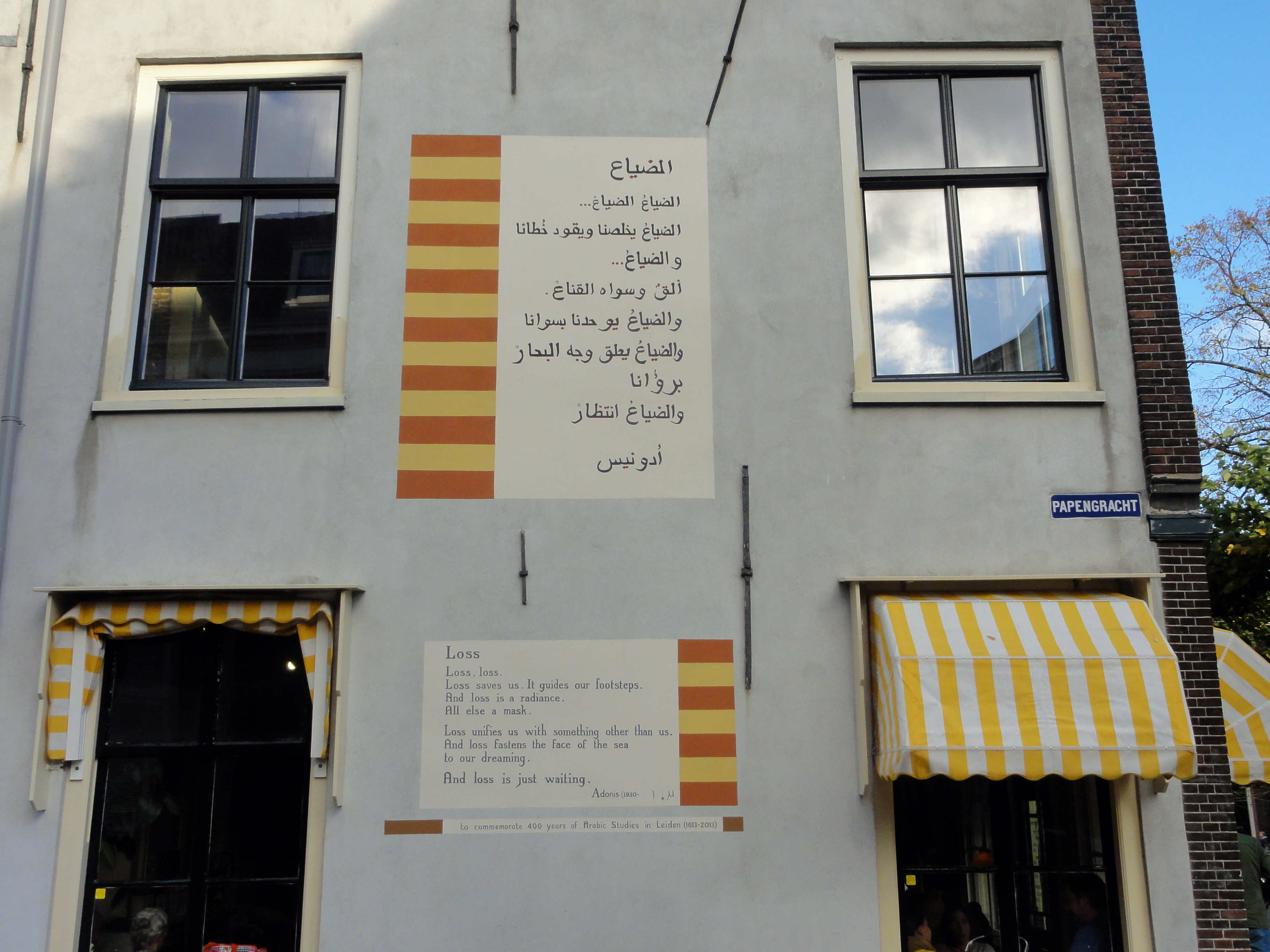
Poème mural à Leyde, aux Pays-Bas.

- 1961 - Chants de Mihyar le Damascène
- 1971 - Tombeau pour New York
- 1975 - Singulier
- 1982 - Le Livre des migrations, préface de Salah Stétié, éditions Luneau-Ascot
- 1983 - Ismaël
- 1984 - Les Résonances, les Origines, éd. Les Cahiers des Brisants
- 1985 - Kitab al-Hisar (Le Livre du siège)
- 1988 - Célébrations, Éditions de La Différence, traduit par Anne Wade Minkowski
- 1990 - Le Temps des villes
- 1990 - Célébrations 2, gravures de Assadour, Éditions du palimpseste (Jean-Jacques Sergent)
- 1991 - Mémoire du vent (Poèmes 1957-1990)
- 1997 - Toucher la lumière, éditions Fata Morgana, 1997 et Imprimerie nationale/Actes Sud, 2003.
- 2000 - Le Poème de Babel, avec des encres de Claude Garanjoud, éditions Voix d'encre
- 2009 - La Forêt de l’amour en nous, traduction Vénus Khoury-Ghata et Issa Makhlouf, Mercure de France, 2009
- 2012 - Chroniques des branches, coll. « Orphée », Éditions de la Différence, 2012.
- 2012 - La Forêt de l’amour en nous, 14 poèmes et peintures sur verre Chantal Legendre /Chanath, trad. Vénus Khoury-Ghata et Issa Makhlouf, Les éditions de la Souris, 2012
- 2015 - Prends-moi, chaos, dans tes bras, Mercure de France
- 2016 - Jérusalem, Mercure de France, traduit par Aymen Hacen
- 2020 - Syrie : un seul oreiller pour le ciel et la terre, poèmes accompagnés de photographies de Fadi Masri Zada, Éditions du Canoë, trad. Aymen Hacen

### Anthologie
- 2008 - Le Dîwân de la poésie arabe classique

### Essais
- 1964 - Le Diwan de la poésie arabe (3 volumes), essais critiques
- 1968 - Le Théâtre et les Miroirs
- 1972 - Le Temps de la poésie
- 1975 - Le Fixe et le Mouvant (3 volumes), thèse d'État.
- 1980 - Préface pour les fins de siècles.
- 1985 - Politique de la pensée.
- 1993 - La Prière et l'Épée : essai sur la culture arabe.
- 2007 - Le Livre (al-Kitâb) (Paris, Éditions du Seuil, coll. Réflexion).
- 2009 - Le Regard d'Orphée, entretien, avec Houria Abdelouahed (Fayard, coll. Témoignages pour l'Histoire)
- 2013 - Le Livre II (al-Kitâb) Hier Le lieu Aujourd'hui (Paris, Éditions du Seuil, coll. Réflexion).
- 2014 - Printemps arabes, religion et révolution, coll. Politique, Éditions de la Différence, Paris[16].
- 2015 - Adonis, Violence et Islam : Entretiens avec Houria Abdelouahed, Seuil, 2015 (ISBN 9782021288582)
- 2015  - Le Livre III (al-Kitâb) Hier Le Lieu Aujourd'hui, Le Seuil.
- 2017 - Soufisme et surréalisme, Éditions de la Différence, traduit par Bénédicte Letellier.
- Avec Houria Abdelouahed, Prophétie et Pouvoir (Violence et Islam, tome 2), Seuil, 2019.
- Avec Fanny Ardant, Le Louvre, espace de l'alphabet à venir, Seghers, 2024[17].

## Distinctions

### Prix
- 1995 : International Nazim Hikmet Poetry Award (en)
- 1999 : Prix International Nonino (it)
- 2001 : Médaille Goethe
- 2002 : Al Owais Award (en) dans la catégorie Culture
- 2003 : America Award in Literature (en)
- 2003 : Prix Mondello
- 2007 : Bjørnson Prize
- 2008 : Prix Grinzane-Cavour dans la catégorie Prix pour la lecture, Fondation CRT
- 2011 : Prix Goethe de la ville de Francfort
- 2011 : PEN Award for Poetry in Translation (en)
- 2012 : Prix Max-Jacob pour Al Kitâb
- 2013 : Prix Flaiano dans la catégorie Prix Spécial
- 2014 : Janus Pannonius International Poetry Prize
- 2015 : Prix de la paix Erich-Maria-Remarque
- 2016 : Prix Stig-Dagerman[18]
- 2016 : Prix Prince-Pierre-de-Monaco dans la catégorie Prix littéraire
- 2017 : PEN/Nabokov Award[19]

### Honneurs
- Docteur honoris causa de l'Université Rennes-II
- Maître ès jeux de l'Académie des Jeux floraux depuis 2021

### Décorations
- Commandeur de l'ordre des Arts et des Lettres, le 21 février 1997[20].